# العوامر الغربية
قرية العوامر الغربية هي إحدى القرى التابعة لمركز أبو تشت في محافظة قنا في جمهورية مصر العربية. حسب إحصاءات سنة 2006، بلغ إجمالي السكان في العوامر الغربية 3779 نسمة، منهم 1660 رجل و2119 امرأة.